# Papaipema thalictri
Papaipema thalictri là một loài bướm đêm trong họ Noctuidae.